# Only Thing We Know
Only Thing We Know is een nummer van de Duitse dj Alle Farben, de Britse zanger Kelvin Jones en het Duitse dj-duo Younotus uit 2018. Het is de derde single van Sticker on My Suitcase, het derde studioalbum van Alle Farben.
"Only Thing We Know" gaat over een jongen die worstelt met zichzelf, en daaruit probeert te ontsnappen. Het nummer werd een bescheiden hit in het Duitse taalgebied, met een 20e positie in Duitsland. In het Nederlandse taalgebied bereikte de plaat geen hitlijsten.

## Tracklijst
- Muziekdownload

1. "Only Thing We Know" - 2:52